# Syngrapha sachaliensis
Syngrapha sachaliensis är en fjärilsart som beskrevs av Matsumura 1925. Syngrapha sachaliensis ingår i släktet Syngrapha och familjen nattflyn. Inga underarter finns listade i Catalogue of Life.